# جون موراي (ملاكم)
جون موراي (بالإنجليزية: John Murray)‏ مواليد 20 ديسمبر 1984 في مانشستر، هو ملاكم محترف بريطاني يصنف ضمن فئة الوزن الخفيف.

## إحصائيات
خاض خلال مسيرته 36 نزالا، فاز في 33 وخسر في 3. فاز بالضربة القاضية في 20 نزالا.

## روابط خارجية
- جون موراي على موقع بوكس ريك (الإنجليزية) (registration required)